# Foresta di kelp

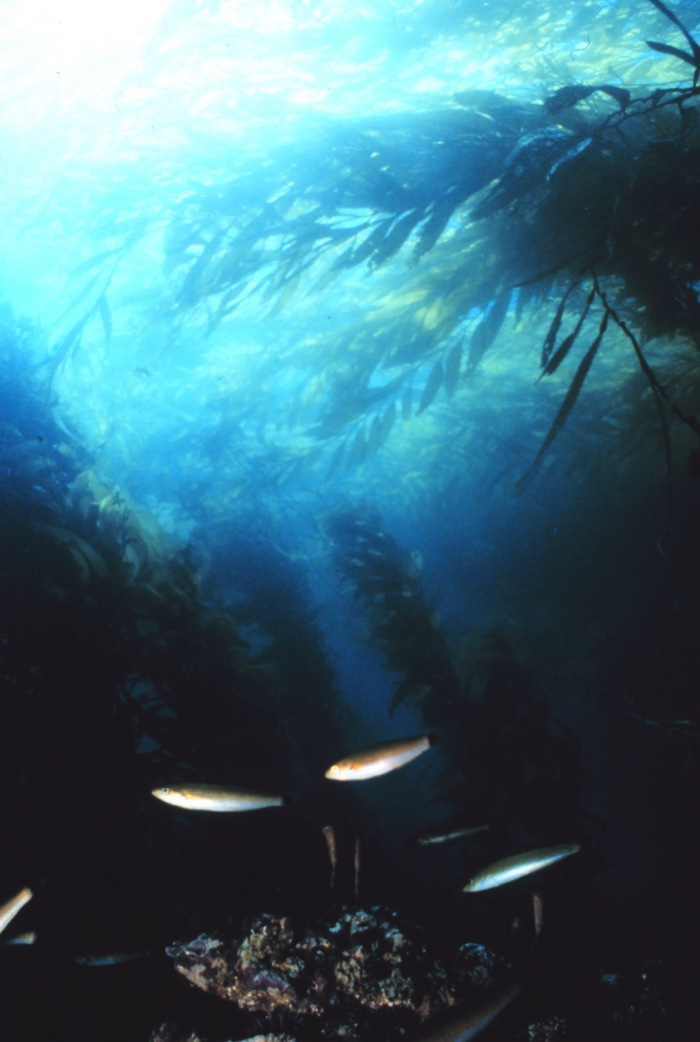
Foresta di kelp con i labridi Oxyjulis californica

Le foreste di kelp sono ecosistemi marini con un'alta densità di kelp, diffusi in tutte le zone costiere degli oceani temperati e polari. Nel 2007 sono state trovate anche delle foreste di kelp nelle acque equatoriali dell'Ecuador.
Il termine "kelp" si riferisce alle alghe appartenenti all'ordine Laminariales, in particolare ai generi Macrocystis (kelp giganti), Laminaria, Ecklonia, Lessonia, Alaria e Eisenia. Molti animali, non solo pesci (soprattutto Sebastidae) e invertebrati (anfipodi, gamberi, policheti, echinodermi), ma anche uccelli (gabbiani, sterne) e mammiferi (pinnipedi) sfruttano queste alghe come riparo o come cibo.

## Distribuzione

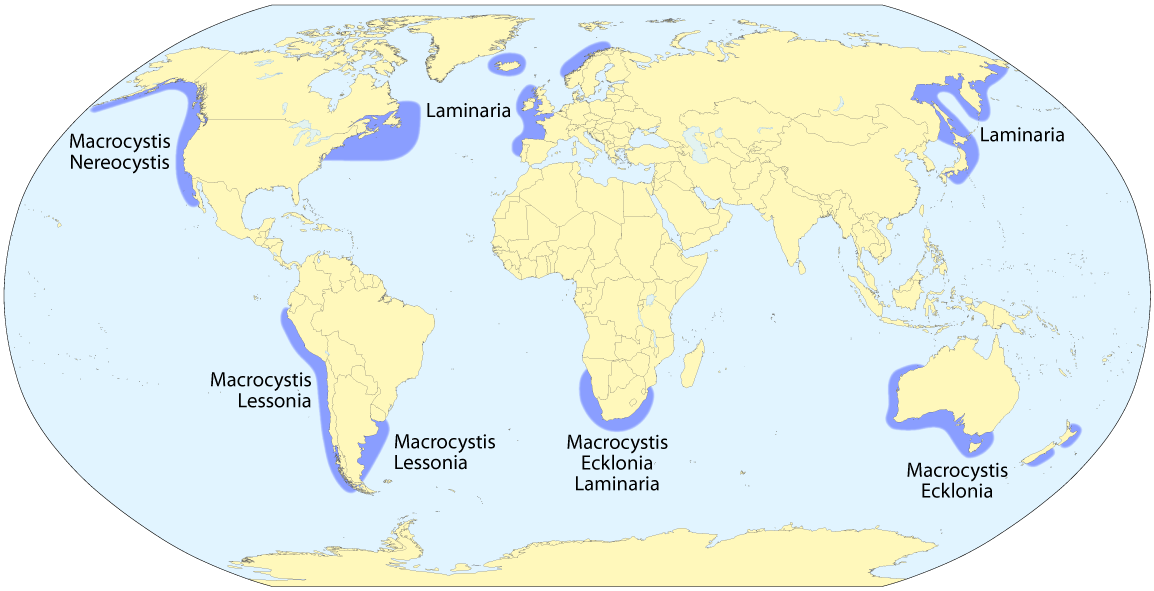
Distribuzione delle foreste di kelp

Le foreste di kelp si trovano soprattutto in acque ricche di nutrienti, su fondali rocciosi o sabbiosi. In condizioni ideali, i kelp giganti (Macrocystis sp.) possono crescere verticalmente anche di decine di cm al giorno.
Alcune generi, come Nereocystis, sono annuali, mentre altri, come Eisenia, sono perenni, e vivono per più di 20 anni. Nelle foreste perenni, i mesi di maggiore crescita sono quelli primaverili ed estivi.
Queste alghe vivono solitamente in acque artiche o temperate: Laminaria è diffusa nell'oceano Atlantico e lungo le coste di Cina e Giappone; Ecklonia si trova in Australia, Nuova Zelanda e Sudafrica; Macrocystis vive nell'est dell'oceano Pacifico, nei mari antartici e nei pressi di Australia, Nuova Zelanda e Africa.
Solo poche specie appartenenti al genere Laminaria vivono esclusivamente in acque tropicali profonde. L'assenza di kelp nelle acque tropicali è probabilmente dovuta al livello insufficiente di nutrienti spesso associato alle acque calde.

## Struttura

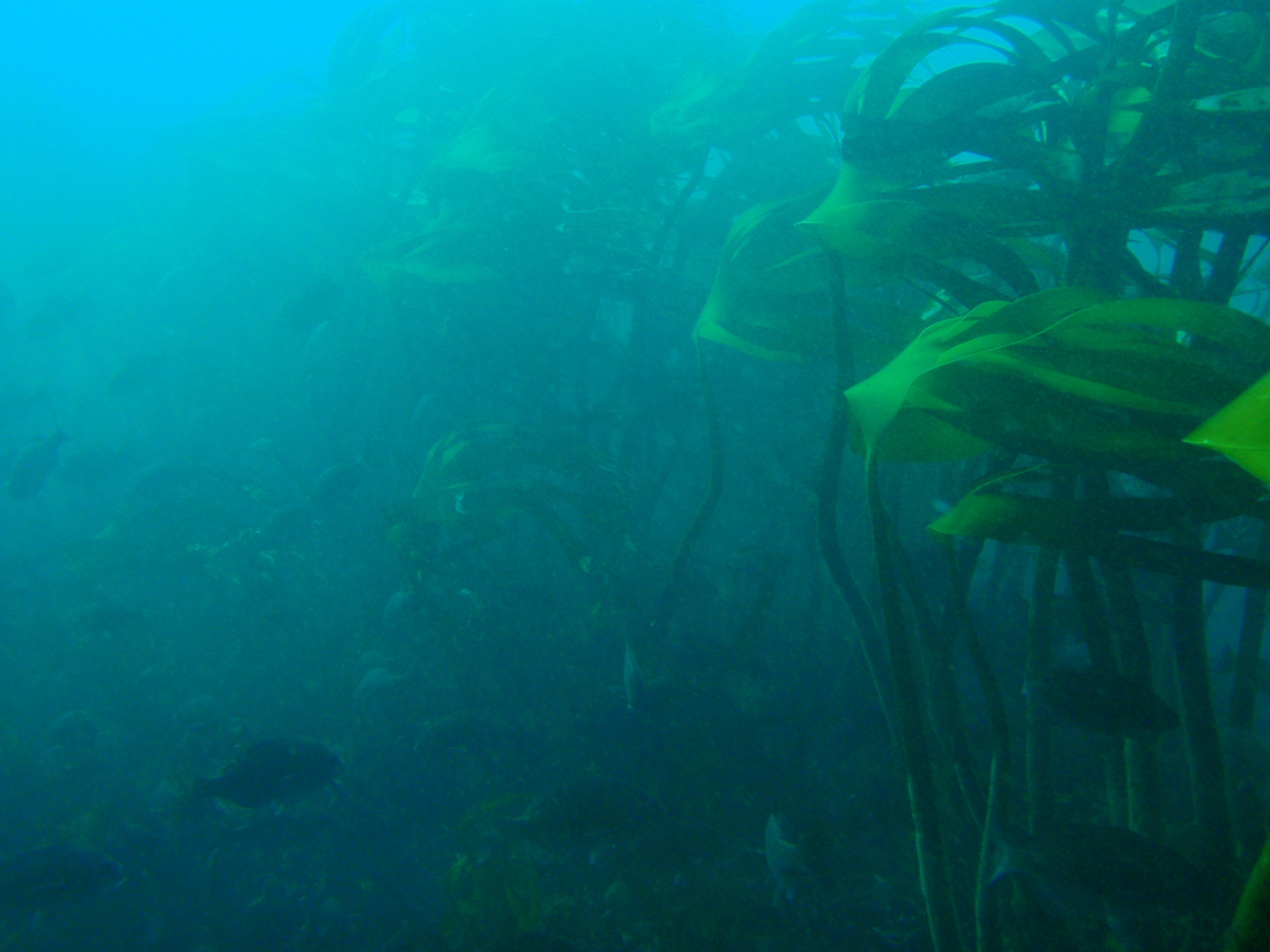
Foresta di Laminaria nei pressi della Penisola del Capo

Diverse specie di kelp possono crescere nella stessa foresta: per esempio le grandi Macrocystis possono crescere per diversi metri sotto la superficie del mare, mentre un "sottobosco" di Eisenia e Pterygophora raggiunge pochi metri di altezza. Ancora al di sotto si trovano spesso alghe rosse. Ognuno di questi strati ha i suoi organismi associati, che variano anche in base alla morfologia delle alghe.
Nelle foreste californiane di Macrocystis pyrifera, il nudibranco Melibe leonina e l'anfipode Caprella californica vivono tra le fronde più alte e vicine alla superficie; il pesce Brachyistius frenatus si trova soprattutto nel sottobosco, le stelle serpentine e diversi gasteropodi (in particolare Tegula sp.) vivono sul fondale, alla base delle alghe.

## Minacce
Le principali minacce sono l'inquinamento, la pesca, le specie aliene e i mutamenti climatici. In diverse zone si è deciso così di regolamentare la raccolta di queste alghe e la cattura delle specie che vivono in questi ecosistemi.